# José Balibrea Vera
José Balibrea Vera (1891-1970) fue un militar español que participó en la Guerra Civil Española.

## Biografía
Nacido 1891, en el servicio desde 1908. Al comienzo de la guerra civil se encontraba destinado en la Base naval de Cartagena con el rango de comandante, y se mantuvo fiel a la República. Durante los primeros días de la contienda dirigió las fuerzas de Cartagena que reconquistaron Albacete el 25 de julio. Unas semanas después, en agosto, estuvo al frente de una de las columnas al mando del general Miaja que intentaron reconquistar Córdoba, sin éxito. En agosto de 1937 pasó a mandar el XIII Cuerpo de Ejército en el Frente de Teruel, ostentando para entonces el rango de coronel. Durante la Ofensiva franquista de Levante formó parte del Estado mayor del Ejército de Levante.
Permaneció en España tras el final de la contienda, donde falleció en 1970.